# Уед Ед-Дахаб - Лагуира
Уед Ед – Дахаб – Лагуира (на арабски: وادي الذهب لقويرة) е административна област на Мароко, разположена в южната част на Западна Сахара.
Площта на областта е 50 880 km², а населението – около 99 000 души (2004). Административен център е град Дахла.
Мароко я смята за един от своите региони, но претенции към територията има непризнатата Сахарската арабска демократична република, ръководена от Фронт „Полисарио“.